# Lepismatidae
Famille
Les Lepismatidae sont une famille d'insectes de l'ordre des zygentomes.

## Liste des sous-familles et genres
Selon John Irish
- Acrotelsatinae Mendes, 1991
  - Acrotelsa Escherich, 1905
  - Acrotelsella Silvestri, 1935
  - Allacrotelsa Silvestri, 1935
  - Anallacrotelsa Mendes, 1996
  - Apteryskenoma Paclt, 1953
  - Lepismina Gervais, 1844
  - Paracrotelsa Paclt, 1967
- Ctenolepismatinae Mendes, 1991
  - Ctenolepisma Escherich, 1905
  - Hyperlepisma Silvestri, 1932
  - Leucolepisma Wall, 1954
  - Monachina Silvestri, 1908
  - Mormisma Silvestri, 1938
  - Sceletolepisma Wygodzinsky, 1955
  - Stylifera Stach, 1932
  - Thermobia Bergroth, 1890
- Heterolepismatinae Mendes, 1991
  - Heterolepisma Escherich, 1905
- Lepismatinae Latreille, 1802
  - Afrolepisma Mendes, 1981
  - Anisolepisma Paclt, 1967
  - Asiolepisma Kaplin, 1989
  - Desertinoma Kaplin, 1992
  - Gopsilepisma Irish, 1988
  - Lepisma Linnaeus, 1758
  - Lepitrochisma Mendes, 1988
  - Namibmormisma Irish in Irish & Mendes, 1988
  - Nebkhalepisma Irish, 1988
  - Neoasterolepisma Mendes, 1988
  - Ornatilepisma Irish, 1988
  - Panlepisma Silvestri, 1940
  - Peltiolepisma Ritter, 1910
  - Psammolepisma Irish, 1988
  - Sabulepisma Irish in Irish & Mendes, 1988
  - Swalepisma Irish in Irish & Mendes, 1988
  - Tricholepisma Paclt, 1967
  - Xenolepisma Mendes, 1981
- Mirolepismatinae Mendes, 1991
  - Mirolepisma Silvestri, 1938
  - Prolepismina Silvestri, 1940
- Silvestrellatinae Mendes, 1991
  - Hemilepisma Paclt, 1967
  - Namunukulina Wygodzynsky, 1957
  - Silvestrella Escherich, 1905
- sous-famille indéterminée
  - Primacrotelsa Mendes, 2004

## Publication originale
- Latreille, 1802 : Histoire naturelle générale et particulière des crustacés et des insectes.